# Ovális hikoridió
Az ovális hikoridió (vörös hikoridió, laza kérgű hikoridió, Carya ovalis) a bükkfavirágúak (Fagales) rendjébe sorolt diófafélék (Juglandaceae) családjában a hikoridió (Carya) nemzetségben a valódi hikorik (Carya fajcsoport) egyik faja. 

## Származása, elterjedése
Az atlantikus–észak-amerikai flóraterületen endemikus. Nagy elterjedési területe számos más hikori fajét átfedi. Több szerző szerint az ovális és a kerek hikoridió (Carya glabra) valójában egy faj, amelynek megjelenése a termőhelytől függően változó (a kerek hikori főleg völgyekben, vízpartokon él). A két faj könnyen hibridizál.

## Megjelenése, felépítése
Kérge sima; az idősebb fáké szalagokban hullik.
Szárnyasan összetett levele a kerek hikoritól eltérően nem öt, hanem rendszerint hét lándzsás levélkéből áll.
Kis, kopáncsos termése szemölcsös, gyakran némileg szárnyas. A kopáncs leválik.

## Életmódja, termőhelye
A kerek hikorival közös elterjedési területén főleg a szárazabb termőhelyeken (domb- és hegyoldalakon) nő; a tölgyesek rendszeres elegyfája.

## Felhasználása
Fájából lovaskocsikat, mezőgazdasági eszközöket és szerszámokat készítenek; egy részét eltüzelik. 
Kis dióit az indiánok csak ínség idején ették.

## Képek

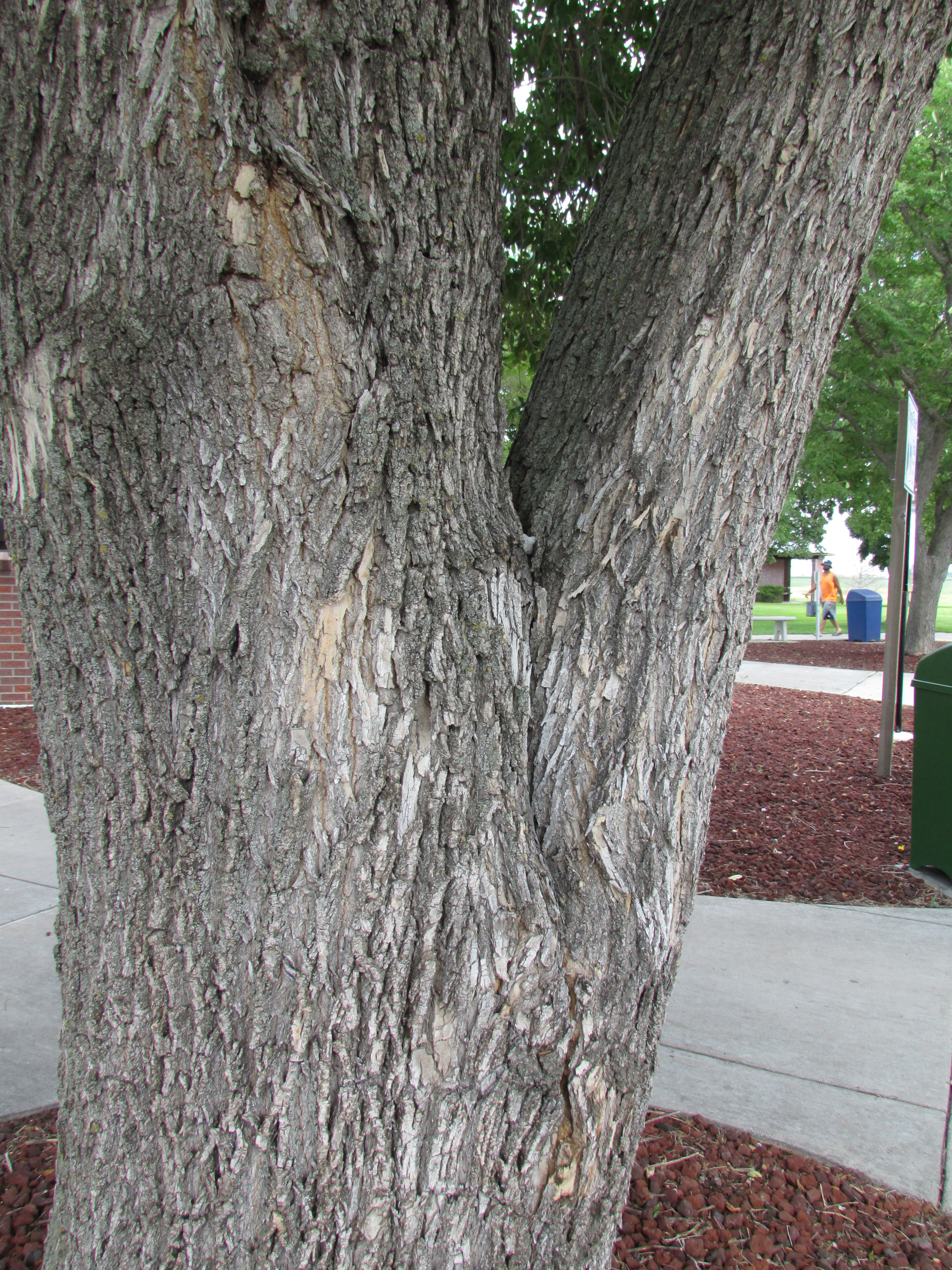
Kérge
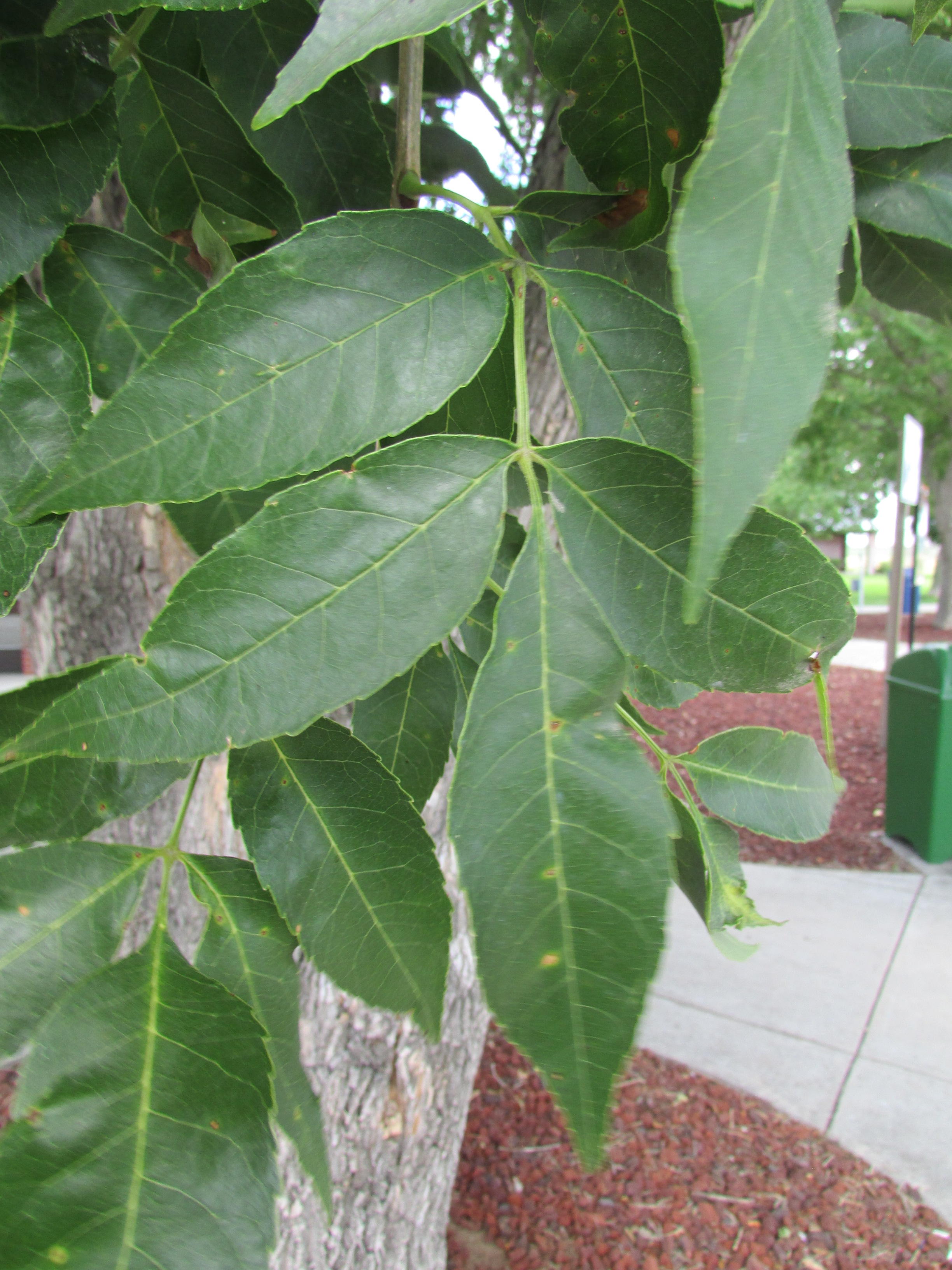
Összetett levele
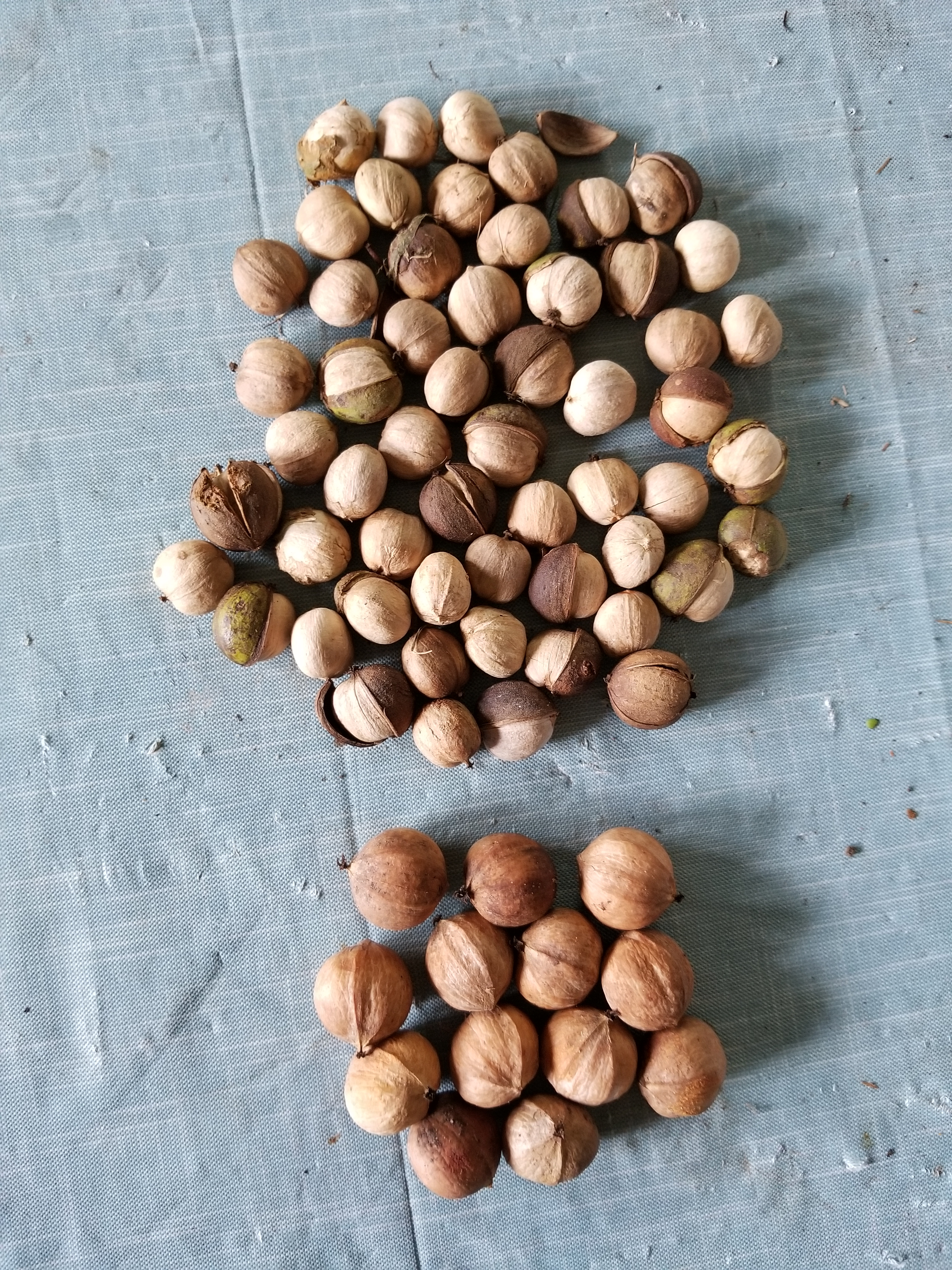
Diói